# Разреден диск
Разреденият диск е част от Слънчевата система, включваща планетоиди на орбита отвъд пояса на Кайпер. Разреденият диск представлява външната част от семейството на транснептуновите обекти, които не са ограничени до равнината на еклиптиката.

## Формиране
Произходът на разредения диск все още не е установен с достатъчна точност, но повечето учени смятат, че се е формирал вследствие на гравитационното въздействие на външните планети, главно Нептун, върху тела от пояса на Кайпер, които са били разпръснати на орбити с висока инклинация и ексцентрицитет. Докато поясът на Кайпер съдържа обекти със сравнително ниска инклинация и екцентрицитет, като плутино и кюбиуано, то Разреденият диск съдържа обекти с много висока инклинация и силно удължени орбити, като 2003 UB313 например. Учените считат, че обектите в Разредения диск се намират на нестабилни орбити и много от тях ще бъдат изхвърлени от сегашното си местоположение в Слънчевата система към Облака на Оорт или дори въобще ще напуснат системата.
В последно време сред учените преобладава мнението, че групата на Кентаврите, намиращи са на орбити между Юпитер и Нептун, представляват обекти от пояса на Кайпер, но са попаднали на по-ниска орбита. ((en))  За някои обекти, като за (29981) 1999 TD10, е трудно да се определи дали са Кентаври или обекти от Пояса на Кайпер. Центърът за малки планети също така съставя общ списък на двата вида обекти. . Някои учени употребяват термина „Обекти от разредения пояс на Кайпер“, включващ двата вида обекти.
Въпреки че според Центъра за малки планети 90377 Седна е считан за обект от Разредения диск, според откривателя му Майкъл Браун той би трябвало да бъде причислен към вътрешната част на облака на Оорт, тъй като, според Майкъл Браун, поради значителния си перихелий (76 АЕ) Седна изпитва незначително гравитационно влияние от външните планети. . 2000 CR105 е друг обект, открит преди Седна, който вероятно се намира на границата между Разредения диск и Облака на Оорт.

## Орбити
Първият идентифициран обект от Разредения диск е (15874) 1996 TL66, открит през 1996 г. от екип астрономи в Обсерватория Мауна Кеа. Първият открит обект, който впоследствие е класифициран като обект от разредения диск, е (48639) 1995 TL8, открит от Spacewatch.
Диаграмата илюстрира орбитите на известните обекти от Разредения диск на разстояние от Слънцето до 100 АЕ, заедно с обектите от пояса на Кайпер (в сиво) и плутино (в зелено). Ексцентрицитетът на орбитите е представен от отсечки, простиращи се между перихелия и афелия по абсцисата, а инклинацията е ординатата.

### Перихелий
За обектите от разредения диск са типични средните и високите ексцентрицитети, както и перихелии над 35 АЕ, изключващи директно гравитационно въздействие от страна на Нептун. Плутинотата и другите обекти в резонанс с Нептун (сивите и зелените отсечки на илюстрацията) могат да се приближат значително по-близо до Нептун, поради стабилизиращото влияние на орбиталния резонанс върху тяхната орбита. По този начин границата от 35 АЕ за перихелия е определяща за класифицирането на даден обект като принадлежащ към разредения диск.

### Интересни обекти
За обектите в диска като цяло са характерни висок ексцентрицитет и инклинация. Кръговите орбити са изключения. Някои от интересните орбити са изобразени в жълто.
- 1999 TD10 – за този обект е характерен ексцентрицитет от около 0,9, като неговият перихелий се намира в близост до орбитата на Сатурн. Обектът би могъл да бъде класифициран като Кентавър.
- 2002 XU93 – обектът с най-големата известна инклинация – около 78°.
- 2004 XR190 – орбитата му е почти кръгова, но с голяма инклинация.

### Зависимости
Обектите, намиращи се в орбитален резонанс (в зелено), не се причисляват към Разредения диск. Вероятно е и някои други резонансни орбити като 6:11, 4:9, 3:7, 5:12, 3:8, 2:7 и 1:4 да съдържат обекти.

### Сравнение с „класическите“ обекти в Слънчевата система
Диаграмата отдясно дава сравнение между ексцентрицитета и инклинацията на обектите от разредения диск и кюбиуанотата. Всеки осветен квадрат представлява обхват на ексцентрицитета е и инклинацията i. Относителният брой обекти в квадрата е представен в картографски цветове.
Около 30% от кюбиуанотата се намират на ниски инклинации, на почти кръгови орбити, с максимален ексцентрицитет 0,25. Останалите обекти се характеризират с инклинации от 0,25 до 0,55 и ексцентрицитети предимно в интервалите 0,25 – 0,35 и 0,5 – 0,55. 2004 XR190) е единственият известен обект от разредения диск с инклинация под 0,3.

### Орбити
Графиката отляво показва полярно и еклиптично представяне на орбитите на някои от обектите от Разредения диск  (в черно) на фона на орбитите на кюбиуано (в синьо) и обекти с 2:5 орбитален резонанс (в зелено). Некласифицираните обекти в региона 50 – 100 АЕ са представени в сиво1.
Дебелият син пръстен представлява насложените орбити на стотици класифицирани обекти от класа кюбиуано. Минималният перихелий е изобразен с червена окръжност. За разлика от обектите на Разредения диск, перихелият на резонантните обекти (в златисто) се намира близко до орбитата на Нептун.
Дъгите изобразени на еклиптичната проекция представляват минималния перихелий 2, равен на 35 АЕ (в червено) и орбитата на Нептун (приблизтелно 30 АЕ, в жълто). На тази проекция е видно, че класическите обекти и обектите от Разредения диск не могат да бъдат класифицирани на базата на тяхната инклинация, за разлика от техния ексцентрицитета.
1Орбитите на приблизително 50% от транснептуновите обекти не са известни с достатъчна точност за точна класификация.
2Стойността на долната граница от 35 АЕ е произволна, като е загатната от Дейвид Джуит. Други автори използват 30 AU.

## Външна граница на разредения диск
Новооткритите обекти 2000 CR105, имащи перихелий твърде отдалечен от Нептун за да бъдат повлияни от планетата, породиха дискусии между астрономите, като беше предложено ново определение – Разширен разреден диск. Според астронома Дейвид Джуит, този клас обекти (включително 90377 Седна) би трябвало да бъдат наричани отдалечени обекти.
Диаграмата илюстрира всички известни и отдалечени обекти, заедно с най-големите обекти от пояса на Кайпер за сравнение. Голимите ексцентрицитети на Седна и на (87269) 2000 OO67 се отбелязани с червените отсечки, простиращи се между перихелия и афелия на техните орбити, извън границите на диаграмата (съответно над 900 АЕ и над 1020 АЕ).
1Позициите на диаграмата представляват голямата полуос, а не текущите позиции на обектите.

## Известни обекти
| Означение | Предварително означение | Абсолютна величина    | Албедо             | Екваториален диаметър (km) | Голяма полуос (АЕ) | Дата на откриване | Открит от                                        | Метод за установяване на диаметъра |
| --------- | ----------------------- | --------------------- | ------------------ | -------------------------- | ------------------ | ----------------- | ------------------------------------------------ | ---------------------------------- |
| Ерида     | 2003 UB313              | −1,2                  | ~0,55 ± 0,15       | 3000 ± 500                 | 67,7               | 2003              | Майкъл Браун, Чадуик Трухильо и Дейвид Рабиновиц | топлинен                           |
| 84522     | 2002 TC302              | 3,9                   | > 0,03             | < 1211                     | 55,1               | 2002              | NEAT                                             | топлинен                           |
|           | 2004 XR190              | 4,5                   |                    | 500-1000                   | 57,5               | 2004              | Лин Алън                                         |                                    |
| 15874     | 1996 TL66               | 5,4                   | 0,10?              | ~630                       | 82,9               | 1996              | Дейвид Джуит, Джейн Лу и Юн Чен                  | топлинен                           |
| 48639     | 1995 TL8                | 5,28 и 7 (два обекта) | 0,09 предполагаемо | ~350 и ~160                | 52,2               | 1995              | Spacewatch (Ариана Глийсън)                      | предполагаемо албедо               |